# 愛撫
愛撫（英語：making out），又稱愛戲，是通過情感亲密和身体亲密達至性刺激、性興奮的動作行為。在性交發生前的愛撫，為前戲的一環，在性交後的又稱後戲。
由於日常用語中愛撫常用來指前戲，有性治疗师認為使一般人誤以為愛撫只在交合前進行，而降低了性生活滿意度。

## 愛撫的類型

### 前戲
前戲是指插入前的愛撫。

## 並行愛撫
性交插入後進行的愛撫稱為並行愛撫。主要做法有：
- 吻唇、唾液交流、舌唇的攪拌（任何體位）
- 頸項的舐、吻、吸（臥姿體位）
- 耳朵的舐、吻、吸、輕咬、呼氣（坐姿體位、臥姿體位）
- 乳頭的舐、吻、吸、輕咬、撫摸、拿捏（後背位式除外）
- 髮絲的輕撫抓拿（任何體位）
- 後頸項（後頸（英语：Nape））的抓拿捏（任何體位）
- 肩胛骨的抓拿（龍翻、鳳翔等臥姿體位，鶴交頸等坐交體位）
- 腋下的揉捏抓拿（龍翻等傳統體位，鶴交頸等坐交體位）
- 腰尻骨盆及臀部的揉、摩、抓、拿、捏（鶴交頸等坐交體位）
- 腳及趾的吻、抓、拿、捏（猿搏等體位）
- 手指及手臂的抓、拿、捏、握（各種體位皆需要）
- 小腹的揉摸抓捏（背後體位為主）

## 後戲
性伴侶彼此擁抱的重要性不亞於性交本身。
當各自性高潮來時，若貿然馬上分開，將對彼此身心感受有不利的影響。高潮後因為全身放鬆，一方的體重難免落在伴侶身上造成負擔。若男性仰臥、女性在上位時，女方可放開雙腿在男方的身體兩側，再輕巧摟抱。若男性在上位時，最好用肘或膝稍撐些體重。若是坐姿或立姿體位，則可互相摟著臀部，或腋下、背部，或頸部。

## 註解
1. ↑  性治疗师亞當德永（日语：アダム徳永）認為“簡直就如同性愛的標準程序般（前戲 →插入 →射精）的步驟這個說法應該要廢除”，應“將插入之前、之後，或者插入中這些先後區別全部拿掉”[參⁠ 1]。
2. ↑   註: